# شاوانو
شاوانو (ويسكونسن) (بالإنجليزية: Shawano, Wisconsin)‏ هي بلدة، مدينة من الدرجة الرابعة و مقر المقاطعة تقع في الولايات المتحدة في مقاطعة شاوانو (ويسكونسن). يقدر عدد سكانها بـ 9,305 نسمة ومساحتها 17.28 كم2 وترتفع عن سطح البحر 249.02 متر.

## التركيبة السكانية
قام مكتب تعداد الولايات المتحدة بتحديد بيانات التركيبة السكانية لشاوانوفي تعداد الولايات المتحدة. في ما يلي، التركيبة السكانية حسب تعدادي 2000 و2010.

### تعداد عام 2000
بلغ عدد سكان شاوانو 8,298 نسمة بحسب تعداد عام 2000، وبلغ عدد الأسر 3,432 أسرة وعدد العائلات 2,076 عائلة مقيمة في المدينة. في حين سجلت الكثافة السكانية 1,389.9 لكل ميل مربع (536.6/كم2). وبلغ عدد الوحدات السكنية 3,587 وحدة بمتوسط كثافة قدره 600.8 لكل ميل مربع (232.0/كم2).
وتوزع التركيب العرقي للمدينة بنسبة 89.03% من البيض و 7.88% من الأمريكيين الأصليين و 0.54% من الأمريكيين ذوي الأصول الآسيوية و 0.12% من سكان جزر المحيط الهادئ و 0.33% من الأمريكيين الأفارقة و 1.54% من عرقين مختلطين أو أكثر.
بلغ عدد الأسر 3,432 أسرة كانت نسبة 29.0% منها لديها أطفال تحت سن الثامنة عشر تعيش معهم، وبلغت نسبة الأزواج القاطنين مع بعضهم البعض 45.8% من أصل المجموع الكلي للأسر، ونسبة 11.2% من الأسر كان لديها معيلات من الإناث دون وجود شريك، وكانت نسبة 39.5% من غير العائلات. تألفت نسبة 34.7% من أصل جميع الأسر من أفراد ونسبة 18.2% كانوا يعيش معهم شخص وحيد يبلغ من العمر 65 عاماً فما فوق. وبلغ متوسط حجم الأسرة المعيشية 2.91، أما متوسط حجم العائلات فبلغ 2.27.
بلغ العمر الوسطي للسكان 38 عاماً. وكانت نسبة 7.9% بين الثامنة عشر والأربعة وعشرون عاماً، ونسبة 27.7% كانت واقعةً في الفئة العمرية ما بين الخامسة والعشرون حتى والأربعة وأربعون عاماً، ونسبة 19.8% كانت ما بين الخامسة والأربعون حتى الرابعة والستون، ونسبة 20.5% كانت ضمن فئة الخامسة والستون عاماً فما فوق. يوجد لكل 100 أنثى 91.0 ذكر، ويوجد لكل 100 أنثى في الثامنة عشر من عمرها فما فوق 86.9 ذكر.
بلغ متوسط دخل الأسرة في المدينة 31,546 دولار، أما متوسط دخل العائلة فبلغ 41,241 دولار. وكان متوسط دخل الذكور 30,709 دولار مقابل 19,905 دولار للإناث. وسجل دخل الفرد الخاص بالمدينة 17,380 دولار. وكانت نسبة 8.9% من العائلات ونسبة 9.9% من السكان تحت خط الفقر، وكان من هؤلاء نسبة 11.4% تحت سن الثامنة عشر ونسبة 12.1% في الخامسة والستين من العمر وما فوق.

## معرض صور

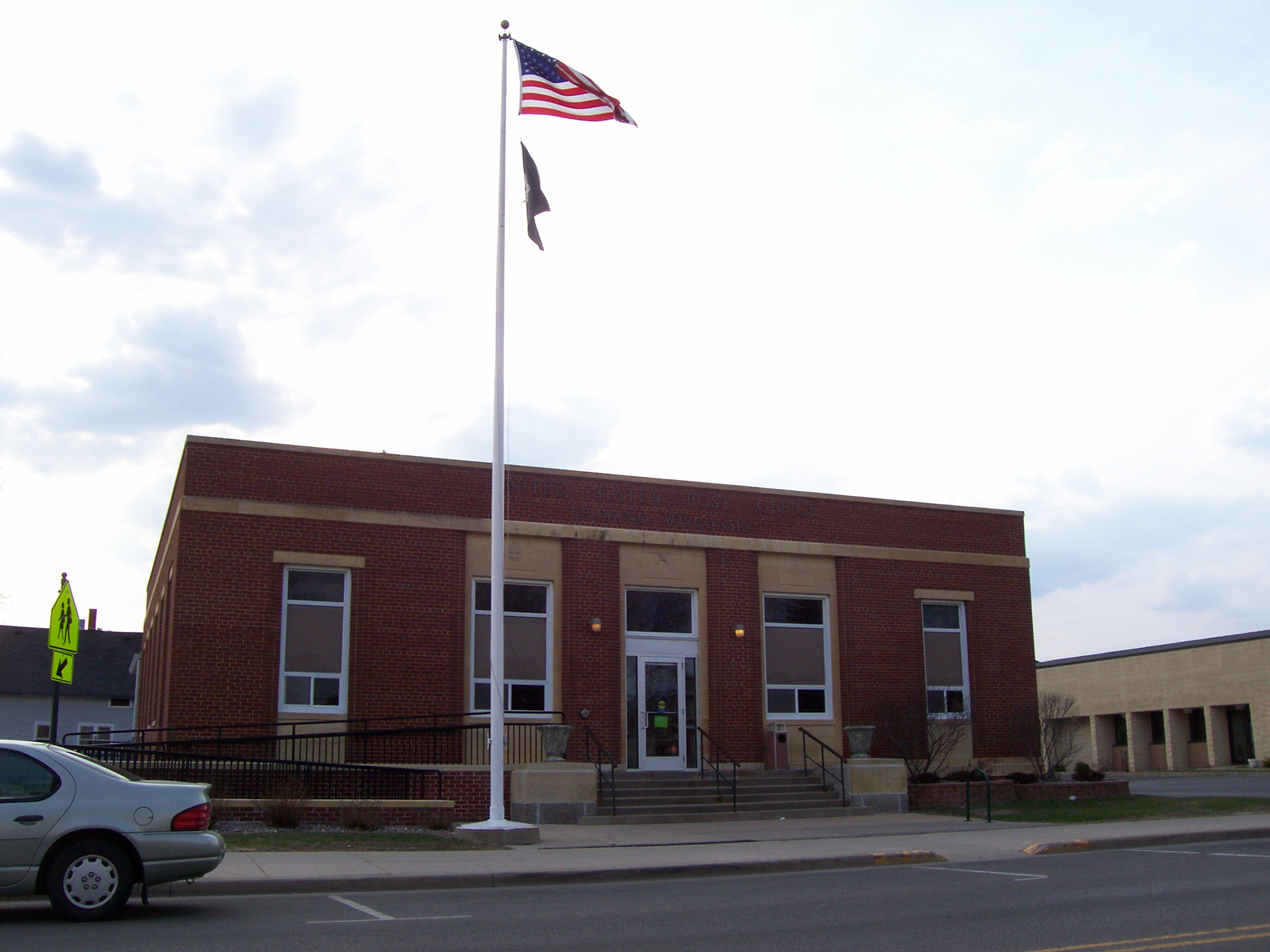
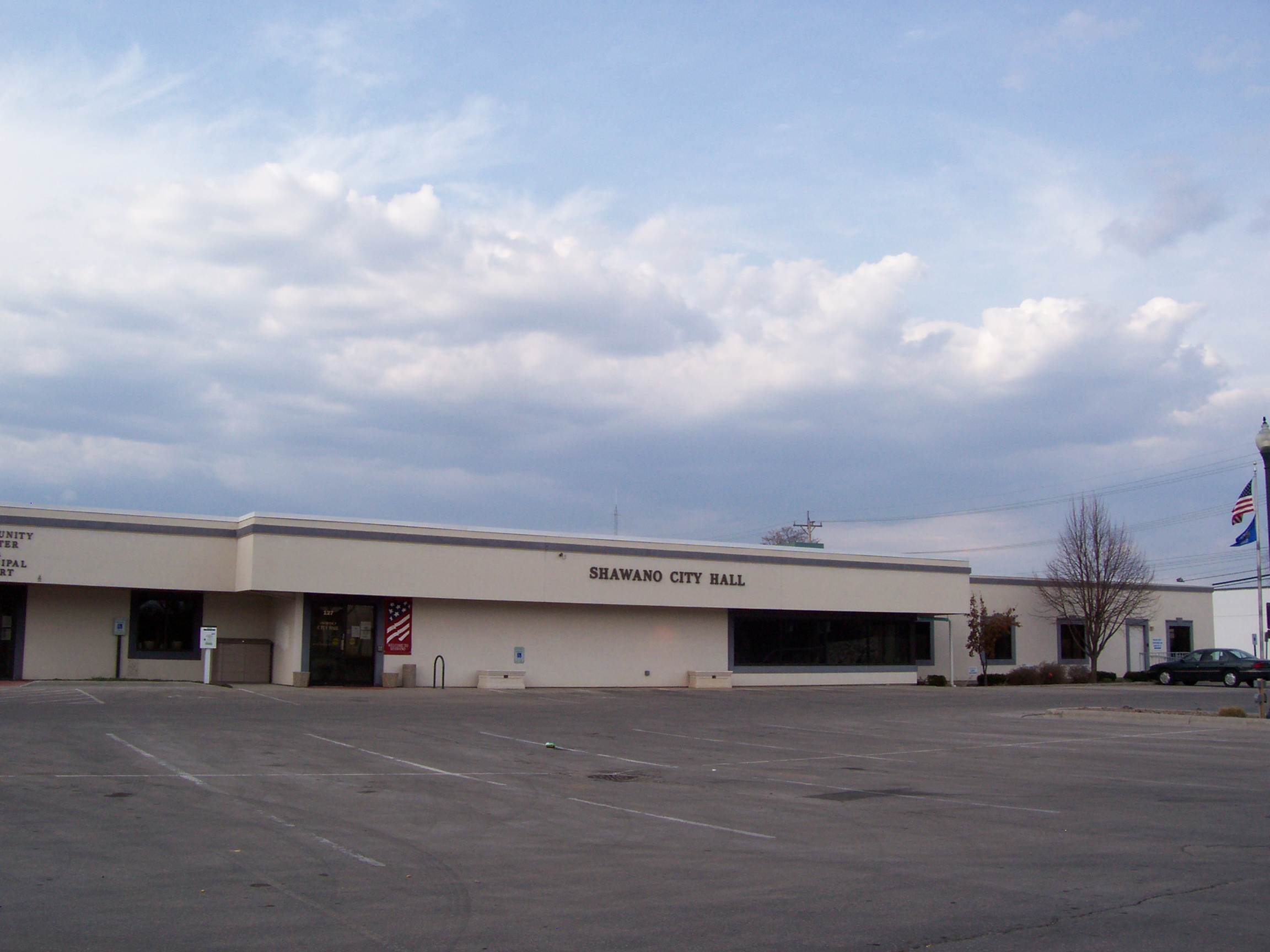
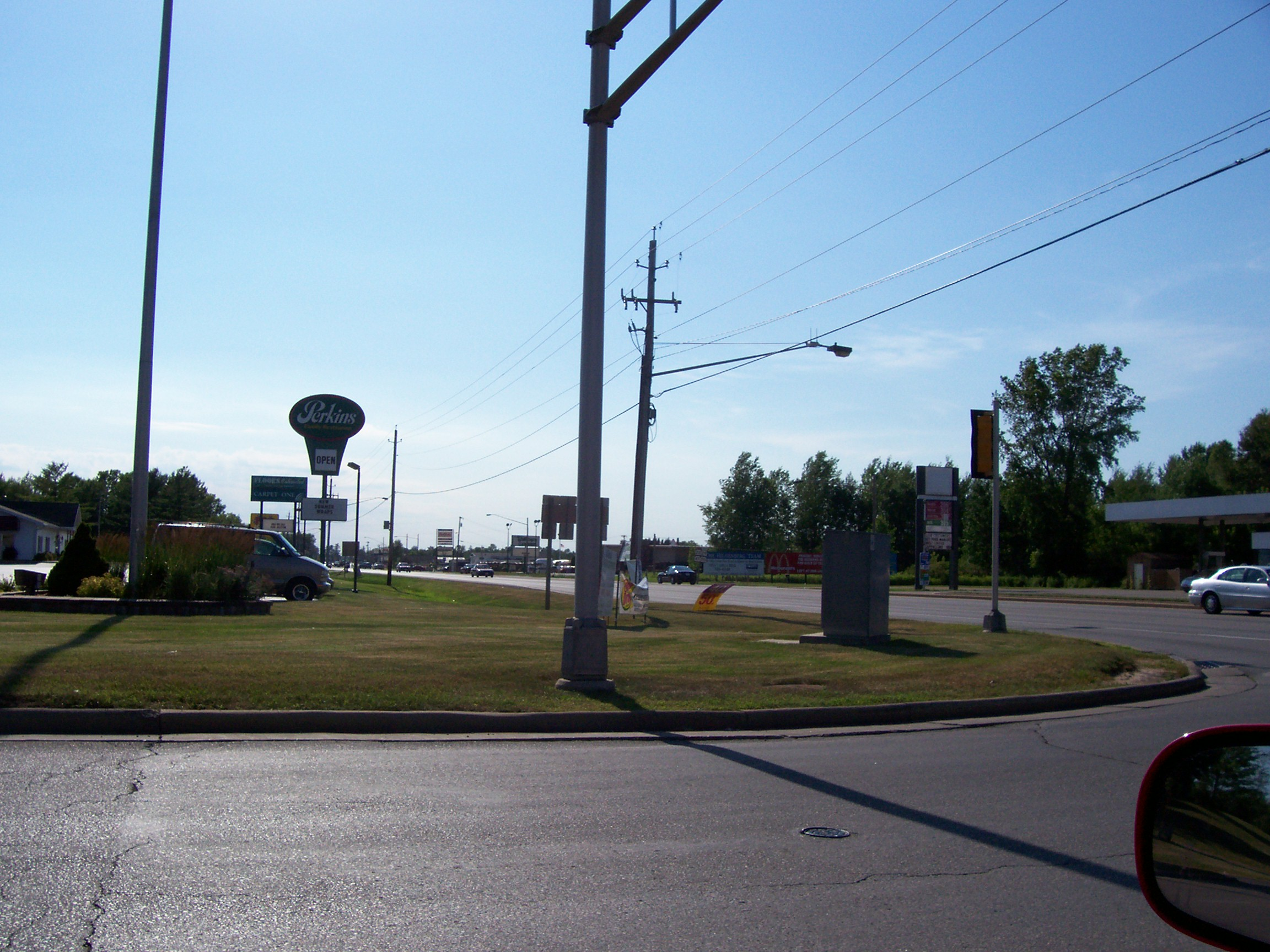
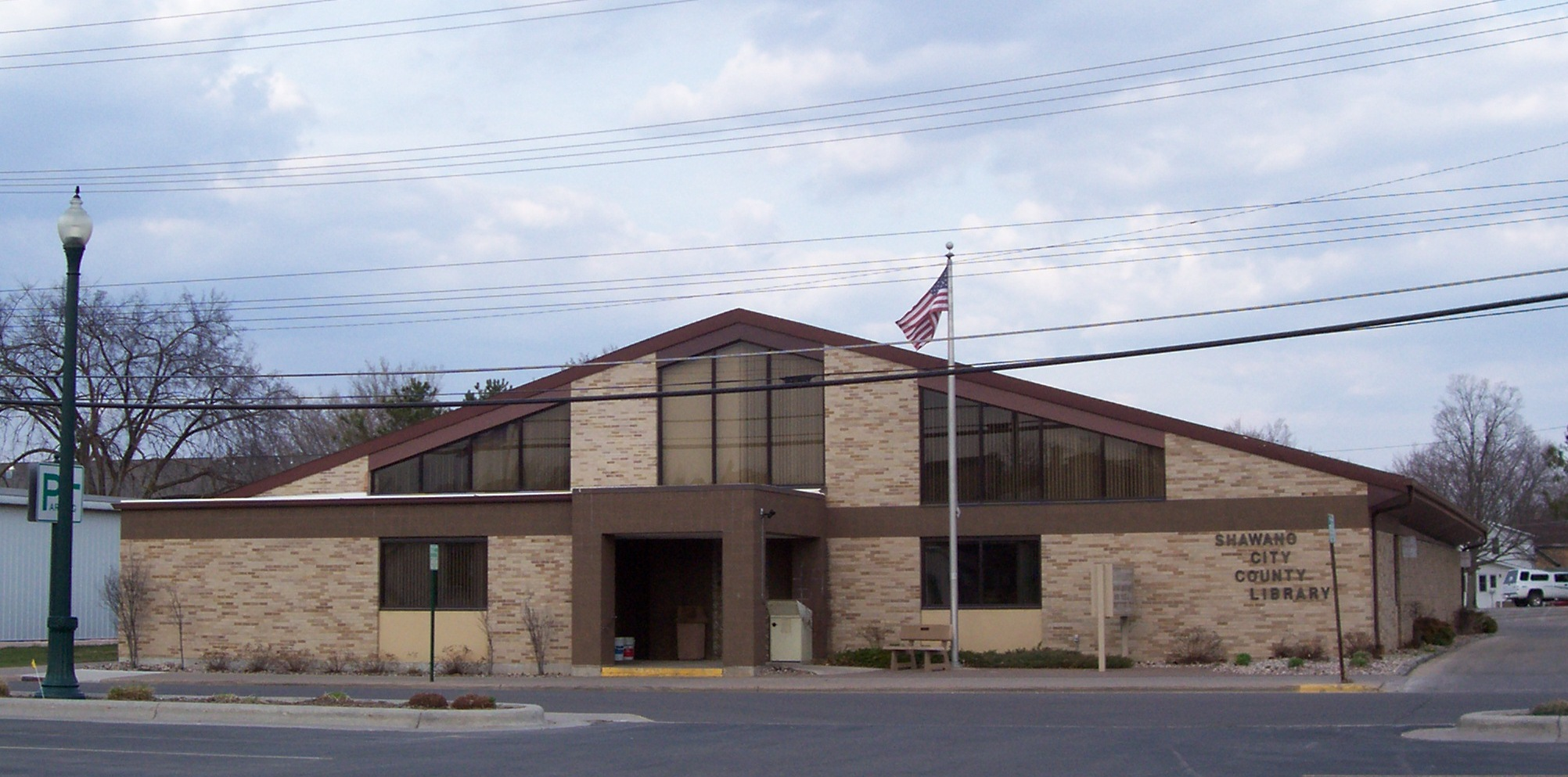

### تعداد عام 2010
بلغ عدد سكان شاوانو 9,305 نسمة بحسب تعداد عام 2010، وبلغ عدد الأسر 3,960 أسرة وعدد العائلات 2,299 عائلة مقيمة في المدينة. في حين سجلت الكثافة السكانية 1,416.3 نسمة لكل ميل مربع (546.8/كم2). وبلغ عدد الوحدات السكنية 4,309 وحدة بمتوسط كثافة قدره 655.9 لكل ميل مربع (253.2/كم2).
وتوزع التركيب العرقي للمدينة بنسبة 82.4% من البيض و 12.3% من الأمريكيين الأصليين و 0.4% من الأمريكيين ذوي الأصول الآسيوية و 0.1% من سكان جزر المحيط الهادئ و 0.7% من الأمريكيين الأفارقة و 2.8% من عرقين مختلطين أو أكثر.
بلغ عدد الأسر 3,960 أسرة كانت نسبة 28.9% منها لديها أطفال تحت سن الثامنة عشر تعيش معهم، وبلغت نسبة الأزواج القاطنين مع بعضهم البعض 40.7% من أصل المجموع الكلي للأسر، ونسبة 12.6% من الأسر كان لديها معيلات من الإناث دون وجود شريك، بينما كانت نسبة 4.8% من الأسر لديها معيلون من الذكور دون وجود شريكة وكانت نسبة 41.9% من غير العائلات. وبلغ متوسط حجم الأسرة المعيشية 2.89، أما متوسط حجم العائلات فبلغ 2.24.
بلغ العمر الوسطي للسكان 39.8 عاماً. وكانت نسبة 23% من القاطنين تحت سن الثامنة عشر، وكانت نسبة 8.1% بين الثامنة عشر والأربعة وعشرون عاماً، ونسبة 25.3% كانت واقعةً في الفئة العمرية ما بين الخامسة والعشرون حتى والأربعة وأربعون عاماً، ونسبة 23.8% كانت ما بين الخامسة والأربعون حتى الرابعة والستون، ونسبة 19.8% كانت ضمن فئة الخامسة والستون عاماً فما فوق. وتوزع التركيب الجنسي للسكان بنسبة 47.2% ذكور و52.8% إناث.